# Agua (concreto)
El agua, considerada como materia prima para la confección y el curado del concreto u hormigón debe cumplir con determinadas normas de calidad. Las normas para la calidad del agua son variables de país a país, y también pueden tener alguna variación según el tipo de cemento que se quiera mezclar. Las normas que se detallan a continuación son por lo tanto generales. 
Esta deberá ser limpia y fresca hasta donde sea posible y no deberá contener residuos de aceites, ácidos, sulfatos de magnesio, sodio y calcio (llamados álcalis blandos) sales, limo, materias orgánicas u otras sustancias dañinas y estará asimismo exenta de arcilla, lodo y algas.
Los límites máximos permisibles de concentración de sustancias en el agua son los siguientes:
| Sustancias y Ph                                 | Límite máximo |
| Cloruros                                        | 300 ppm       |
| Sulfatos                                        | 200 ppm       |
| Sales de magnesio                               | 125 ppm       |
| Sales solubles                                  | 300 ppm       |
| Sólidos en suspensión                           | 10 ppm        |
| Materia orgánica expresada en oxígeno consumido | 0.001 ppm     |
| Ph                                              | 6 < pH < 8    |